# Cirrospilus bracteatus
Cirrospilus bracteatus är en stekelart som först beskrevs av Girault 1915.  Cirrospilus bracteatus ingår i släktet Cirrospilus och familjen finglanssteklar. Inga underarter finns listade i Catalogue of Life.